# Éric Caritoux
Éric Caritoux (Carpentras, 16 agosto 1960) è un ex ciclista su strada francese, vincitore di una Vuelta a España.

## Carriera
Scalatore, fu professionista dal 1983 al 1994. Al secondo anno tra i pro si aggiudicò la Vuelta a España superando per soli 6 secondi – minor margine di sempre – lo spagnolo Alberto Fernández: in occasione della cronometro di Torrejón de Ardoz (penultimo giorno di gara) fu abile a limitare i danni e ad amministrare il vantaggio di 31 secondi che lo separava dal rivale, specialista delle prove contro il tempo, vincendo così il suo primo e unico Grande giro.

## Palmarès
- 1983

4ª tappa Parigi-Nizza
Ronde Aix-en-Provence
- 1984

Classifica generale Tour du Haut-Var
7ª tappa Vuelta a España
Classifica generale Vuelta a España
- 1985

Flèche du Sud
2ª tappa Giro del Mediterraneo
- 1986

Polymultipliée
- 1988

Campionato francese, Prova in linea
- 1989

Campionato francese, Prova in linea
- 1990

3ª tappa Grand Prix du Midi Libre
- 1991

Ronde Aix-en-Provence
Classifica generale Tour du Haut-Var

## Piazzamenti

### Grandi giri
- Giro d'Italia

1987: 21º
- Tour de France

1983: 24º
1984: 14º
1985: 34º
1986: 20º
1987: 23º
1988: 18º
1989: 12º
1990: ritirato (11ª tappa)
1991: 17º
1992: 37º
1993: 37º
1994: 22º
- Vuelta a España

1984: vincitore
1985: 6º
1988: 11º
1989: non partito (17ª tappa)